# Silvio Piola
Silvio Piola (Robbio, Pavía, 29 de septiembre de 1913-Gattinara, Vercelli, 4 de octubre de 1996) fue un futbolista italiano que jugaba en la posición de delantero. Es una de las mayores figuras de la historia del fútbol italiano. Piola ganó en 1938 la Copa del Mundo con Italia, anotando 2 goles en la final.
Piola es el tercer máximo anotador en la historia de la selección italiana, además de ser el máximo goleador histórico de la liga italiana con 317 goles, 55 más que Giuseppe Meazza. Jugó 589 partidos en la máxima categoría, 537 de ellos de la Serie A, siendo el séptimo jugador con más partidos disputados. Junto con Carlo Parola, es considerado el inventor de la chilena.

## Carrera como futbolista

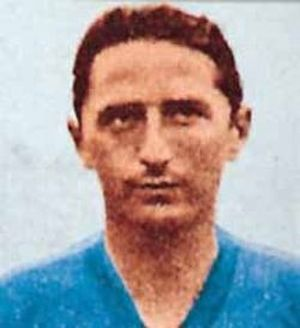
Silvio Piola.

Piola inició su carrera en la Pro Vercelli, debutando contra la Bolonia el 16 de febrero de 1930. En su primera temporada, con 17 años, marcó 13 goles. Anotó 51 goles en 127 apariciones con el equipo piamontés.
En 1934, fue transferido a la S.S. Lazio, equipo al que le había marcado su primer gol en 1930. Piola disputó nueve temporadas allí y fue dos veces capocannoniere, en 1937 y en 1943.
Tras abandonar el equipo lacial, fichó por el Torino en 1944, donde anotó 27 goles en 23 partidos. Esa temporada se hubo de interrumpir por la Segunda Guerra Mundial. Hacia el final de la guerra jugó en la Novara y, entre 1945 y 1947, en la Juventus de Turín. Tras su paso por la vecchia signora regresó a la Novara, donde jugó siete campeonatos más.
En la actualidad, los estadios de la Novara y la Pro Vercelli llevan su nombre.

## Carrera internacional
Su primer partido para Italia fue ante Austria el 24 de marzo de 1935, encuentro en el que también anotó su primer tanto. Ganó la Copa del Mundo en 1938, anotando dos de los goles de Italia en la victoria por 4-2 sobre Hungría en la final.
Piola jugó en total 34 partidos para Italia en los que marcó 30 goles, cifra que seguramente hubiera sido más elevada de no ser por la Segunda Guerra Mundial. Su última aparición internacional fue en 1952, cuando la azzurra empató a uno contra Inglaterra.

## Clubes
| Club          | País   | Año       |
| ------------- | ------ | --------- |
| Pro Vercelli  | Italia | 1929-1934 |
| Lazio         | Italia | 1934-1943 |
| Torino        | Italia | 1943-1944 |
| Juventus      | Italia | 1945-1947 |
| Novara Calcio | Italia | 1947-1954 |